# Miami Dolphins 1966
La stagione 1966 dei Miami Dolphins è stata quella inaugurale della franchigia nella American Football League. Il 2 settembre 1966, davanti a una folla di 26.776 tifosi giunti al Miami Orange Bowl, i Dolphins disputarono la loro prima partita della storia. Joe Auer ritornò il kickoff di apertura per 95 yard in touchdown, segnando i primi punti della storia del club. Tuttavia, i Dolphins uscirono sconfitti dalle mura amiche, piegati per 23-14 dagli Oakland Raiders. La formazione della Florida non riuscì a vincere un incontro fino al 16 ottobre, data in cui sconfissero per 24-7 i Denver Broncos. La prima stagione di vita della franchigia si chiuse con un record di 3-11.

## Calendario

### Stagione regolare
| Turno | Data               | Avversario           | Risultato          | Record             | Pubblico           |
| ----- | ------------------ | -------------------- | ------------------ | ------------------ | ------------------ |
| 1     | 2/9/1966           | Oakland Raiders      | S 23–14            | 0–1–0              | 25.188             |
| 2     | 9/9/1966           | New York Jets        | S 19–14            | 0–2–0              | 33.650             |
| 3     | 18/9/1966          | @ Buffalo Bills      | S 58–24            | 0–3–0              | 37.176             |
| 4     | Settimana di pausa | Settimana di pausa   | Settimana di pausa | Settimana di pausa | Settimana di pausa |
| 5     | 2/10/1966          | @ San Diego Chargers | S 44–10            | 0–4–0              | 26.444             |
| 6     | 9/10/1966          | @ Oakland Raiders    | S 21–10            | 0–5–0              | 28.863             |
| 7     | 16/10/1966         | Denver Broncos       | V 24–7             | 1–5–0              | 22.191             |
| 8     | 23/10/1966         | @ Houston Oilers     | V 20–13            | 2–5–0              | 21.999             |
| 9     | Settimana di pausa | Settimana di pausa   | Settimana di pausa | Settimana di pausa | Settimana di pausa |
| 10    | 6/11/1966          | Buffalo Bills        | S 29–0             | 2–6–0              | 36.685             |
| 11    | 13/11/1966         | @ Kansas City Chiefs | S 34–16            | 2–7–0              | 33.733             |
| 12    | 20/11/1966         | @ New York Jets      | S 30–13            | 2–8–0              | 57.092             |
| 13    | 27/11/1966         | Boston Patriots      | S 20–14            | 2–9–0              | 22.480             |
| 14    | 4/12/1966          | @ Denver Broncos     | S 17–7             | 2–10–0             | 32.116             |
| 15    | 11/12/1966         | Kansas City Chiefs   | S 19–18            | 2–11–0             | 17.881             |
| 16    | 18/12/1966         | Houston Oilers       | V 29–28            | 3–11–0             | 19.274             |

## Classifiche
| AFL Eastern Division | AFL Eastern Division | AFL Eastern Division | AFL Eastern Division | AFL Eastern Division | AFL Eastern Division | AFL Eastern Division | AFL Eastern Division | AFL Eastern Division | AFL Eastern Division |
|                      | V                    | S                    | P                    | %                    | DIV                  | PF                   | PS                   | Str.                 |                      |
| -------------------- | -------------------- | -------------------- | -------------------- | -------------------- | -------------------- | -------------------- | -------------------- | -------------------- | -------------------- |
| Buffalo Bills        | 9                    | 4                    | 1                    | .692                 | 6–2                  | 358                  | 255                  | V1                   |                      |
| Boston Patriots      | 8                    | 4                    | 2                    | .677                 | 5–1–1                | 315                  | 283                  | S1                   |                      |
| New York Jets        | 6                    | 6                    | 2                    | .500                 | 4–3–1                | 322                  | 312                  | V1                   |                      |
| Houston Oilers       | 3                    | 11                   | 0                    | .214                 | 1–7                  | 335                  | 396                  | S8                   |                      |
| Miami Dolphins       | 3                    | 11                   | 0                    | .214                 | 2–5                  | 213                  | 362                  | V1                   |                      |

Nota: Le partite pareggiate non vennero conteggiate a fini delle classifiche fino al 1972.